# Caours
Caours je francouzská obec v departementu Somme v regionu Hauts-de-France. V roce 2012 zde žilo 610 obyvatel.

## Sousední obce
Abbeville, Drucat, Millencourt, Neufmoulin, Vauchelles-les-Quesnoy

## Vývoj počtu obyvatel
Počet obyvatel